# Мосбі (Міссурі)
Мосбі (англ. Mosby) — місто (англ. city) в США, в окрузі Клей штату Міссурі. Населення — 101 особа (2020).

## Географія
Мосбі розташоване за координатами 39°18′59″ пн. ш. 94°17′58″ зх. д. / 39.31639° пн. ш. 94.29944° зх. д. (39.316382, -94.299344).  За даними Бюро перепису населення США в 2010 році місто мало площу 5,41 км², з яких 5,39 км² — суходіл та 0,02 км² — водойми. В 2017 році площа становила 5,77 км², з яких 5,75 км² — суходіл та 0,02 км² — водойми.

## Демографія
Згідно з переписом 2010 року, у місті мешкало 190 осіб у 72 домогосподарствах у складі 47 родин. Густота населення становила 35 осіб/км².  Було 87 помешкань (16/км²).
Расовий склад населення:
| - 97,4 % — білих - 1,1 % — чорних або афроамериканців - 0,5 % — азіатів |

До двох чи більше рас належало 0,5 %. Частка іспаномовних становила 1,6 % від усіх жителів.
За віковим діапазоном населення розподілялося таким чином: 20,5 % — особи молодші 18 років, 69,0 % — особи у віці 18—64 років, 10,5 % — особи у віці 65 років та старші. Медіана віку мешканця становила 40,3 року. На 100 осіб жіночої статі у місті припадало 128,9 чоловіків;  на 100 жінок у віці від 18 років та старших — 115,7 чоловіків також старших 18 років.
Середній дохід на одне домашнє господарство  становив 52 358 доларів США (медіана — 46 875), а середній дохід на одну сім'ю — 62 413 долари (медіана — 70 625). За межею бідності перебувало 8,7 % осіб, у тому числі 0,0 % дітей у віці до 18 років та 0,0 % осіб у віці 65 років та старших.
Цивільне працевлаштоване населення становило 80 осіб. Основні галузі зайнятості: виробництво — 21,3 %, освіта, охорона здоров'я та соціальна допомога — 18,8 %, будівництво — 13,8 %.